# Ventrifossa mystax
Ventrifossa mystax es una especie de pez de la familia Macrouridae en el orden de los Gadiformes.

## Morfología
• Los machos pueden llegar alcanzar los 30 cm de longitud total.

## Hábitat
Es un pez de aguas profundas que vive entre 421-832 m de profundidad.

## Distribución geográfica
Se encuentra cerca de Kenia, desde:  Ilha do Bazaruto (Mozambique) hasta el noroeste de St.. Helen Bay (Sudáfrica) y, también, al norte de Madagascar.